# Mölln
Mölln ist eine Kleinstadt im Kreis Herzogtum Lauenburg im Südosten Schleswig-Holsteins. Sie ist auch als Eulenspiegelstadt bekannt.

## Geographie

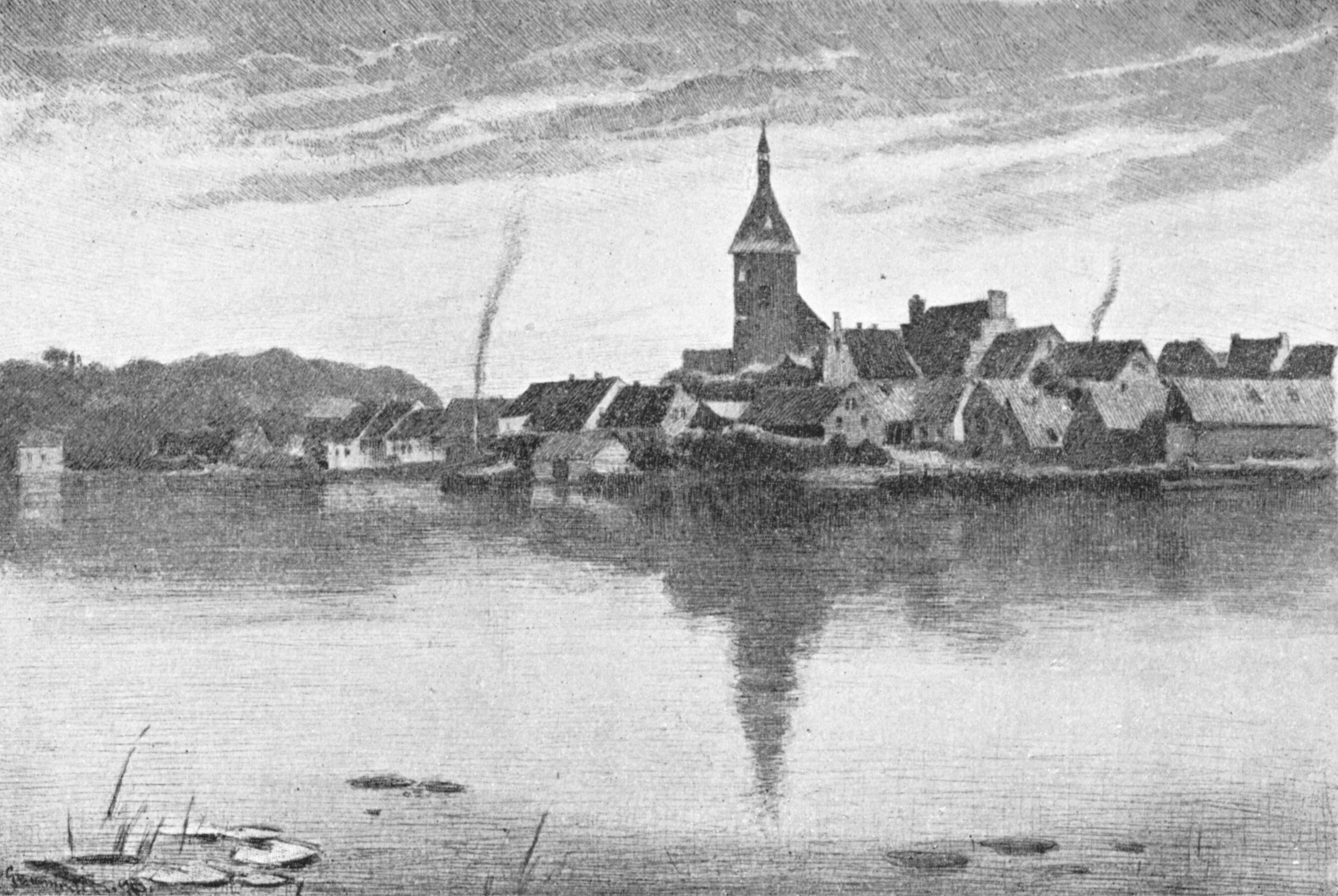
Mölln um 1895

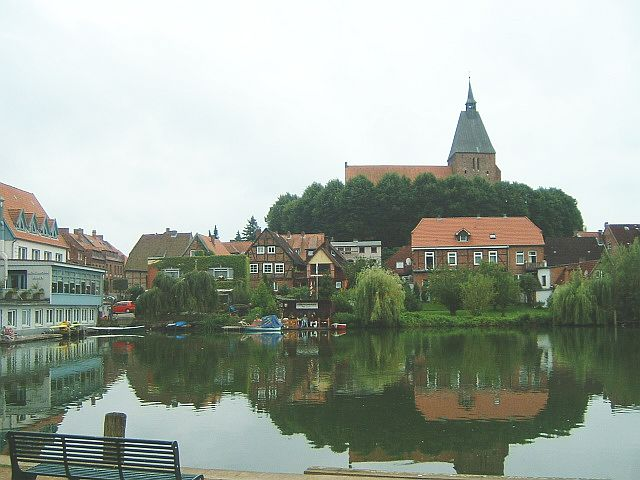
Blick auf die Altstadt vom Stadtsee aus

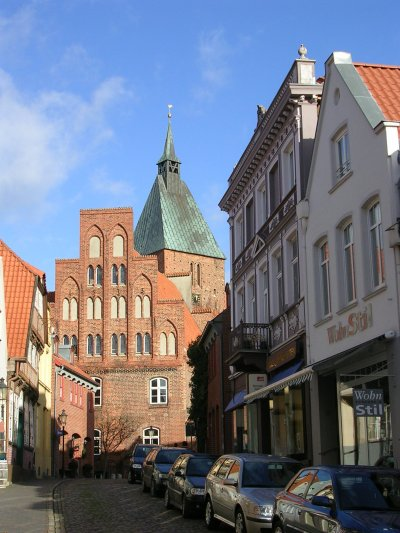
Blick von der Marktstraße auf das Rathaus und die St.-Nicolai-Kirche

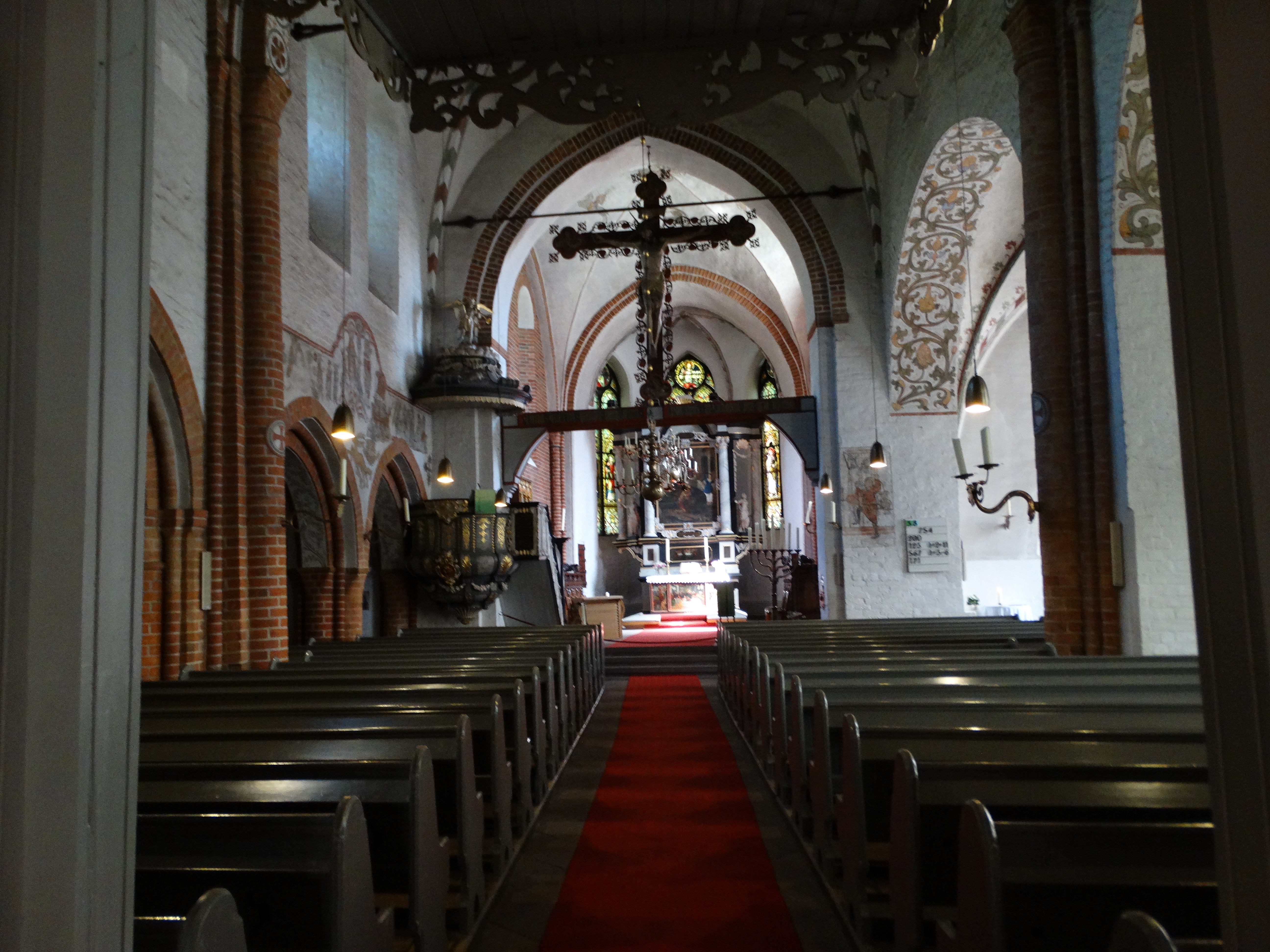
St.-Nicolai-Kirche (Innenansicht)

Mölln, die nach Einwohnern zweitgrößte Stadt im Kreis Herzogtum Lauenburg, liegt an der B 207 (Alte Salzstraße) etwa 30 Kilometer südlich von Lübeck, im Gebiet des Naturparks Lauenburgische Seen. Der Stadthügel ist eine vom Schmelzwasser der letzten Eiszeit geprägte Endmoränenzunge. Die Stadt ist von der vom Hellbach bzw. der Pinnau durchflossenen Möllner Seenplatte umgeben, bestehend – im Gegenuhrzeigersinn – aus den Seen Drüsensee, Lütauer See, Schmalsee, Hegesee, Schulsee, Stadtsee und Ziegelsee. Der Ziegelsee wird vom Elbe-Lübeck-Kanal durchquert, der westlich an Mölln vorbeiführt.

## Stadtteile
Die Stadtteile von Mölln werden im lokal üblichen Sprachgebrauch wie folgt bezeichnet:
- Altstadt/Zentrum
- Mölln-Süd
- Mölln-Nord
- Waldstadt
- Hansaviertel
- Känguruviertel (zum inoffiziellen Känguruviertel gehörten die Straßen Müthelstraße, Dahmstraße, Wenselstraße und Hahnemannstraße aus dem Hansaviertel; einige Möllner hatten diesem Teil jedoch einen aus anderen Städten/Dörfern bekannten Spottnamen gegeben, da die damaligen Eigentümer der neu gebauten Häuser angeblich schnell wechselten, nach dem Motto „große Sprünge machen, aber nichts im Beutel haben.“)

## Geschichte
Zwischen 1165 und 1180 gründete der Ritter Konrad Wackerbarth als Lokator Mölln (Mulne) durch Umsiedlung von neun slawischen Bauern von der Mündung der Delvenau in das heutige Alt-Mölln und die nachfolgende Ansiedlung von zwölf sächsischen Hufen (Höfe) an der Stelle des „Ohlendorp“. Die Feldmark lag südlich davon auf dem Steinfeld. Gegen 1210 wurde der Siedlungskern auf den Werder zwischen Möllner See und Schulsee verlegt und ummauert. Die erstmalige urkundliche Erwähnung des Ortes erfolgte 1188 im Zusammenhang mit dem Möllner See („stagnum mulne“) im Barbarossa-Privileg für Lübeck. Nachdem Mölln 1201 an Dänemark gefallen war, erhielt es 1202 durch König Waldemar II. das Lübische Stadtrecht. Nach 25 Jahren dänischer Herrschaft fiel die Stadt 1227 nach der Schlacht von Bornhöved an den Herzog von Sachsen-Lauenburg. Auch die Entstehung eines eigenen Kirchspiels liegt in dänischer Zeit. So fand bereits 1217 eine erste Kirchensynode statt, und 1230 wurde Mölln als jüngstes Kirchspiel im Ratzeburger Zehntregister erwähnt. Das wohl um diese Zeit errichtete Gotteshaus wurde unter das Patrozinium des Heiligen Nikolaus gestellt. In den folgenden Jahrhunderten waren es die Herzöge von Sachsen-Lauenburg einerseits und die Stadt Lübeck andererseits, die sich um den Besitz Möllns stritten.

### Lübische Herrschaft
Lübeck besaß seit dem Barbarossa-Privileg des Jahres 1188 die Schifffahrtsrechte an der Stecknitz zwischen deren Mündung in die Trave und Mölln. Es war weiter auf die Alte Salzstraße nach Lüneburg angewiesen. Dies erklärt die strategisch wichtige Lage Möllns an der Wasserscheide zwischen Nord- und Ostsee, die später im 14. Jahrhundert durch Verbindung mit der Delvenau zum Stecknitzkanal eingelöst wurde.
Im Jahr 1359 kam die Stadt Mölln unter die Herrschaft der Stadt Lübeck. 1401 befand sich Lübeck in einer finanziellen Notlage, und so konnte der Herzog von Ratzeburg-Lauenburg Mölln erobern. 1420 fiel Mölln jedoch wieder an Lübeck. Zur Sicherung der Handelswege erwarb Lübeck entlang des Stecknitz-Kanals und der Alten Salzstraße außer Mölln noch eine Vielzahl weiterer Exklaven.
Erst 1683 entschied das Reichskammergericht letztlich zugunsten des lauenburgischen Herzogshauses. Für die Stadt Lübeck führten Anton Winkler und Hieronymus von Dorne die Rückgabe an Herzog Julius Franz von Sachsen-Lauenburg durch. Der Streit um die Möllner Pertinenzien kam erst Mitte des 18. Jahrhunderts zu einem Ende.
Der durch Mölln führende älteste Wasserscheidenkanal Europas, der 1398 fertiggestellte Stecknitzkanal, der den Salzhandel von Lüneburg nach Norden leitete, wurde Ende des 19. Jahrhunderts zum Elbe-Lübeck-Kanal ausgebaut. Gemeinsam mit der Alten Salzstraße von Lüneburg nach Lübeck steigerten diese Verkehrsverbindungen die wirtschaftliche Bedeutung der Stadt. Dieser Reichtum aus Lübecker Zeit spiegelt sich noch heute im alten Stadtkern wider.

### Geschichte ab dem 17. Jahrhundert

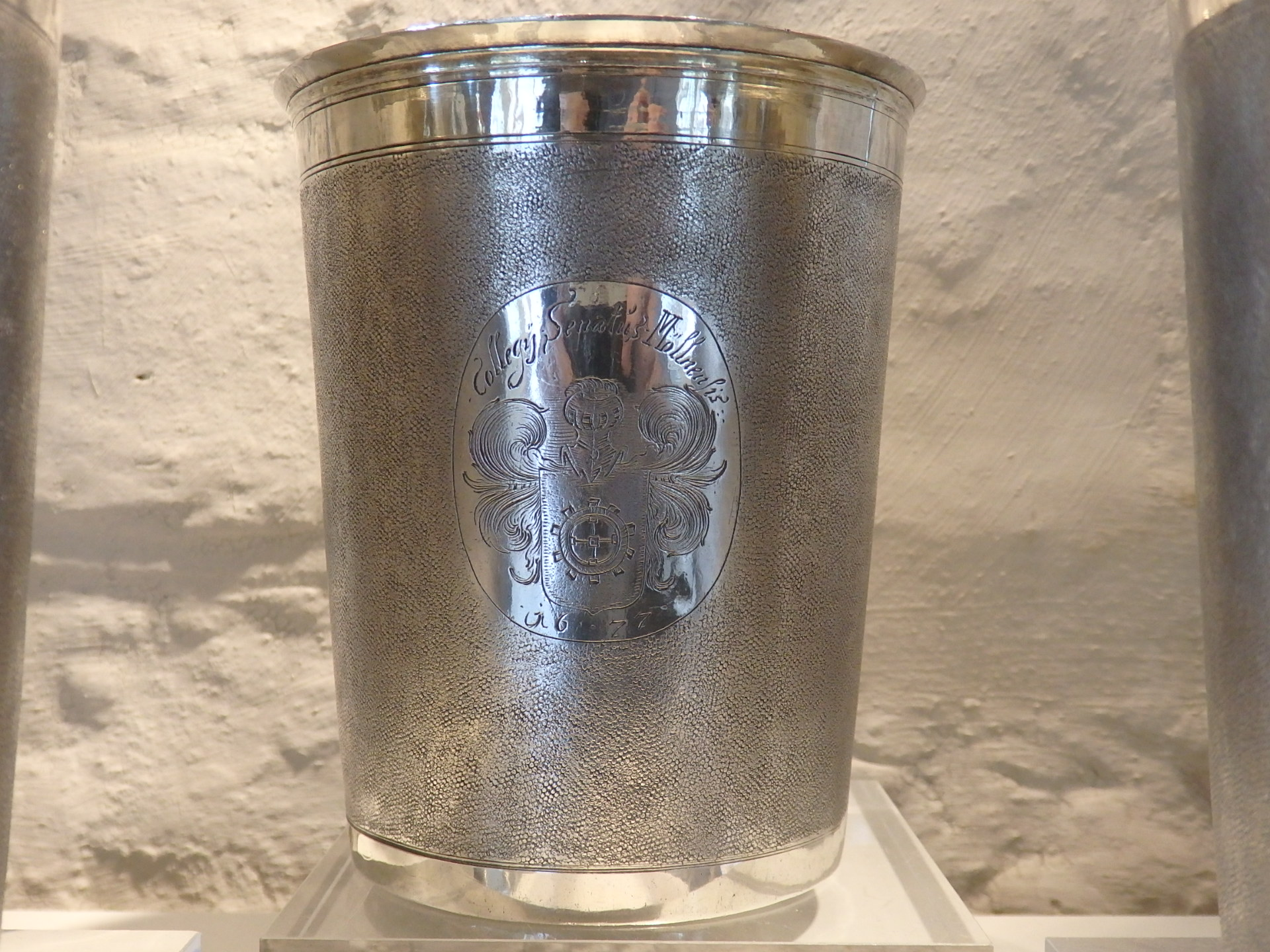
Trinkbecher des Möllner Senatskollegiums, Möllner Museum

1689, nach dem Aussterben des lauenburgischen Herzogsgeschlechtes, begann eine wechselvolle Phase in der Geschichte der Stadt Mölln, die nun den unterschiedlichsten Herren unterstand: 1689–1705 dem Herzog von Lüneburg-Celle, 1705–1803 dem Kurfürsten von Hannover (der auch König von Großbritannien war), 1803–1813 dem französischen Kaiser Napoleon, so dass ab 1810 statt eines Bürgermeisters ein Maire in Mölln regierte. Nach den Befreiungskriegen gehörte die Stadt 1813–1815 wieder zu Hannover, danach 14 Monate lang erstmals zu Preußen, da Hannover das Herzogtum Lauenburg vertraglich im Tausch gegen Ostfriesland an Preußen abgetreten hatte. Doch auch diese Herrschaft war nur eine Übergangsregelung. Durch einen groß angelegten Tauschhandel, bei dem Preußen Schwedisch-Vorpommern und Rügen erhielt, fiel Mölln dann 1816 über Schweden an den dänischen König, der Holstein und Lauenburg in Form einer Personalunion regierte. Der von den Dänen zugelassene Bau und Anschluss an die Lübeck-Büchener Eisenbahn gab der Stadt 1851 neue Entwicklungsmöglichkeiten. 1864 kam die Stadt durch den preußisch-österreichischen Sieg über Dänemark unter deren Doppelherrschaft. Im August 1865 verzichtete Österreich in der Gasteiner Konvention zugunsten des Königs von Preußen gegen eine Entschädigung von 1.875.000 Talern auf das Herzogtum, das 1867 in der preußischen Provinz Schleswig-Holstein aufging. Seit 1949 gehört die Stadt zum Bundesland Schleswig-Holstein.

### Geschichte ab dem 20. Jahrhundert
Von 1929 bis 1931 diente die ehemalige Möllner Unteroffiziervorschule als Aufnahmelager für insgesamt 5650 deutschstämmige Mennoniten aus der Sowjetunion, von denen die meisten weiter in die USA und nach Brasilien auswanderten.

#### NS-Zeit

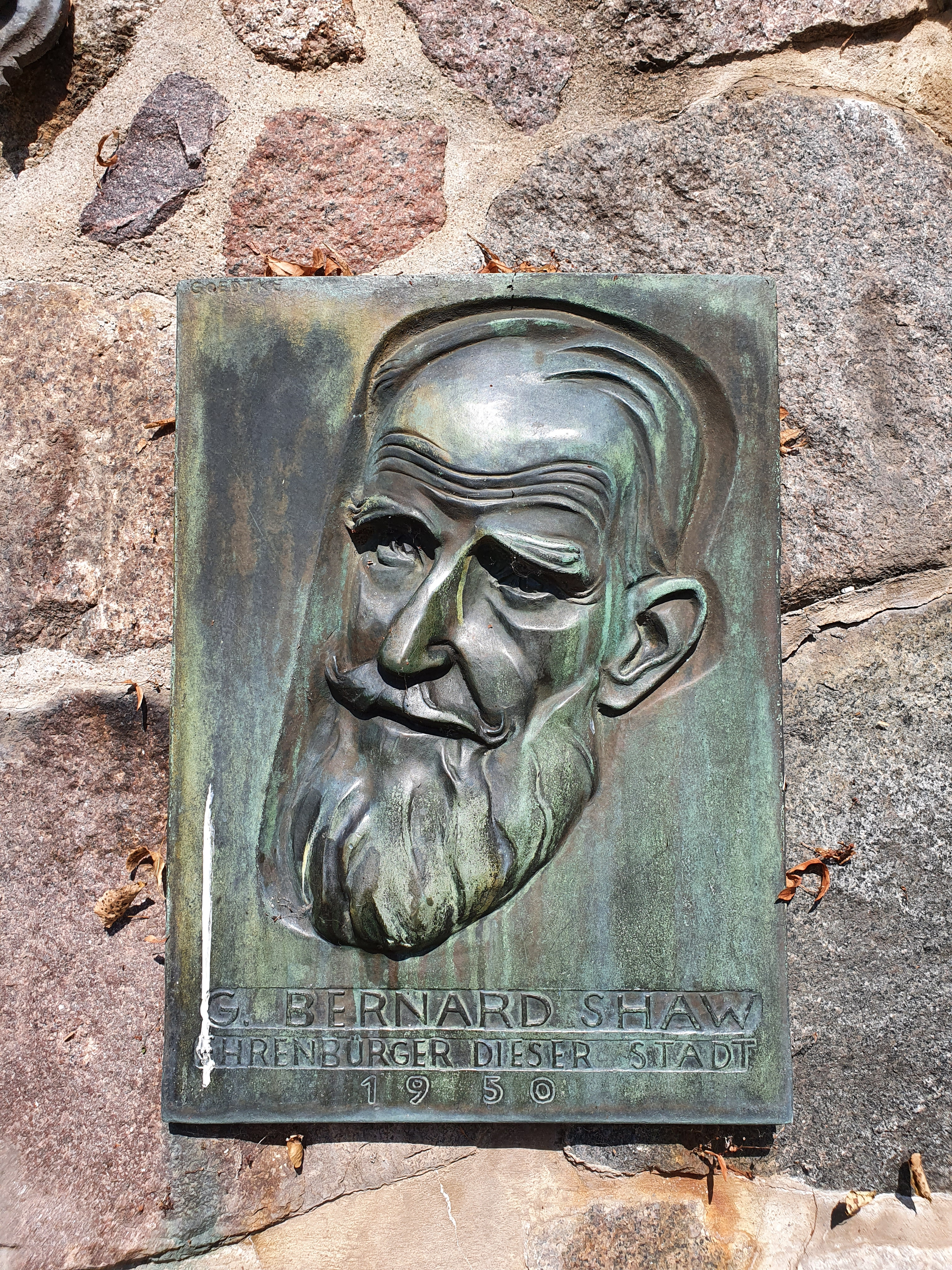
Gedenktafel George Bernard Shaw

Mölln war Hochburg der NSDAP im Kreis Herzogtum Lauenburg. Schon 1924 erzielte die NSDAP in Mölln mit 24,6 % beinah ein Viertel der Wählerstimmen für die Reichstagswahl am 4. Mai 1924. Die Arbeitslosigkeit war nicht erheblich höher als in anderen Städten des Kreises Herzogtum Lauenburg wie Ratzeburg oder Lauenburg/Elbe. Vor allem der verarmte Mittelstand, d. h. frustrierte Händler, Handwerker und Gewerbetreibende, die unter den Folgen des Ersten Weltkrieges litten, schlossen sich angeblich den „Braunen“ an. Aber auch Einzelpersonen hatten großen Einfluss auf den Erfolg der NSDAP. Unter den Kleinstädten in Schleswig-Holstein nahm die 'Eulenspiegelstadt' damit eine herausragende Stellung ein. Nur in Kappeln erreichte die NSDAP mit 27,5 % schon so früh noch mehr Stimmen. Später wurde Mölln Sitz der NSDAP-Kreisleitung. Nach dem Ausbruch der Weltwirtschaftskrise 1929 gewann die NSDAP weitere Wählergruppen. Im Kreisgebiet stieg ihr Stimmenanteil bei den Reichstagswahlen 1930 auf 25,4 % und schließlich 48,9 % (1932).
Nach der Machtergreifung Adolf Hitlers 1933 kam es zur Gleichschaltung. Der frühere Möllner SPD-Vorsitzende und Stadtrat Johann Michel wurde verhaftet. Sie blieben meist einige Tage bis Monate in Konzentrationslagern. Dies war eine deutliche Warnung an alle, sich nicht außerhalb der NSDAP zu betätigen. Im gleichen Atemzug wurde aufgerüstet.
Auch im Lauenburgischen wurden Juden deportiert. Etwa zehn Familien aus dem Kreisgebiet verschleppte das NS-Regime 1941 nach Riga. Sie überlebten die Massenerschießungen und die Konzentrationslager nicht.
1933 wurde mit dem Bau der Heeresmunitionsanstalt (Muna) begonnen, die ein Gebiet von 213 ha in der heutigen Waldstadt umfasste und in der zeitweilig über 2000 Menschen, darunter während des Zweiten Weltkrieges viele Ostarbeiter, zu Zwangsarbeit herangezogen wurden. Überall im Kreisgebiet wurden über 10 000 Kriegsgefangene als Zwangsarbeiter beschäftigt, z. B.  im Luftwaffen-Tanklager in Büchen, in der Landwirtschaft und in Fabriken.
Zum Ende des Zweiten Weltkrieges wuchs die Einwohnerzahl erheblich durch Flüchtlinge und Vertriebene aus den ehemaligen deutschen Ostgebieten. So erreichte am 3. Februar 1945 ein erster großer Flüchtlingszug aus 600 Frauen und Kindern die Stadt Mölln. In den folgenden Tagen und Wochen trafen weitere Flüchtlingstransporte in Mölln ein. Die Flüchtlinge wurden zunächst auf Privatquartiere verteilt. Als diese nicht mehr ausreichten, wurden Massenquartiere eingerichtet. Die Muna wurde zum Wohngebiet „Waldstadt“. Hatte die Stadt 1939 nur 6300 Einwohner, so waren es 1944 schon 8900 und 1945 schließlich über 13.000.
Kurz vor der Besetzung Möllns überfiel eine bewaffnete Bürgerwehr das achtköpfige Wachkommando der Kanalbrücke zwischen Mölln und Alt-Mölln und entfernte die Sprengladungen, mit denen die anrückenden britischen Truppen aufgehalten werden sollten. Im Anschluss soll die Bürgerwehr die britischen Einheiten darüber informiert haben, dass der Weg nun frei sei. Generalmajor Heino Oetken (1894–1987), Kommandant des Elbe-Abschnittes Geesthacht-Dömitz, behauptete Jahre nach dem Krieg, dass er es gewesen sei, der seine Vaterstadt aus den Kämpfen der letzten Kriegstage herausgehalten habe. Am 2. Mai 1945, als die Briten Mölln letztlich kampflos besetzten, sollen an verschiedenen Gebäuden große weiße Flaggen zu sehen gewesen sein. Noch am selben Tag flüchtete die Geschäftsführende Reichsregierung aus dem 50 Kilometer weiter nördlich gelegenen Raum Eutin/Plön über die Rattenlinie Nord in den Sonderbereich Mürwik. Am 4. Mai 1945 erfolgte die Teilkapitulation der Wehrmacht für Nordwestdeutschland, Dänemark und die Niederlande.

#### Nachkriegszeit
Der Hauptausschuss hatte 1949 über den Vorschlag zu beraten, den Dramatiker und Satiriker George Bernard Shaw zum Ehrenbürger der Stadt Mölln zu ernennen. Die Satzung der Stadt Mölln sah wegen des im nationalsozialistischen Deutschland getriebenen Missbrauchs dieses Titels aber keine Ehrenbürgerschaft mehr vor. Daher sollte er als „Ehren-Eulenspiegel“ geehrt werden. Shaw teilte 1950 auf einer handgeschriebenen Postkarte mit, nicht die Würde des Ehren-Eulenspiegels anzunehmen, sondern die eines Ehrenbürgers („honorary citizen“).
Im Jahr 1970 wurde Mölln als Kneippkurort anerkannt.
Am 23. November 1992 starben bei einem von zwei Neonazis verübten Brandanschlag auf zwei Wohnhäuser zwei türkische Kinder und deren Großmutter. Infolgedessen wurde der „Verein miteinander leben e. V.“ gegründet, der in der Möllner Altstadt die Internationale Begegnungsstätte Lohgerberei betreibt.
Am 25. Mai 2009 erhielt Mölln den von der Bundesregierung verliehenen Titel „Ort der Vielfalt“.

## Partnerstädte
- Hagenow, Mecklenburg-Vorpommern
- Maszewo, Polen
- Goleniów, Polen

## Politik
Seit dem 1. Januar 2007 bildet Mölln eine Verwaltungsgemeinschaft mit dem Amt Breitenfelde, für das die Stadt die Verwaltungsgeschäfte mit durchführt.

### Stadtvertretung
Die Stadtvertretung ist die kommunale Volksvertretung der Stadt Mölln. Über die Zusammensetzung entscheiden die Bürger alle fünf Jahre. Die letzte Kommunalwahl fand am 14. Mai 2023 statt. Diese führte bei einer Wahlbeteiligung von 39,5 % zu nebenstehender Zusammensetzung der Gemeindevertretung.
Bürgervorsteherin ist Katharina Hess (CDU).

### Bürgermeister
- 1946/1947: Curt Biging
- 1950–1962: Hermann Franck (SPD)
- 1962–1967: Günther Hörnlein
- 1967–1985: Walter Lutz
- 1985–1997: Joachim H. Dörfler
- 1998–2010: Wolfgang Engelmann (SPD)
- 2010–2022: Jan Wiegels (SPD)
- 2022–0000: Ingo Schäper (parteilos)

### Wappen
Das Wappen und die Flagge wurden am 31. Mai 1955 genehmigt.
Blasonierung: „In Rot ein silbernes Mühlrad. Im silbernen Schildhaupt ein rotes Mühleisen.“
Das älteste Stadtsiegel von Mölln von 1352 zeigt das Mühlrad als einzige Figur. Erst im 18. Jahrhundert wurde das Mühleisen hinzugefügt. In der zweiten Hälfte des 19. Jahrhunderts erhielt das bislang rote Mühleisen eine schwarze Tinktur. 1946 ergänzten zwei Eulen, ein Kahn, eine Mauerkrone und Wellenfäden das Wappenbild, wurden aber zehn Jahre später wieder entfernt. 1955 wurde das Wappen der Stadt auf der Grundlage des Bildinhalts des 18. Jahrhunderts amtlich festgestellt. Die auffällig unkomplizierte Form des ursprünglichen Siegelbildes mit einer einfachen Figur legt die Annahme nahe, dass dieses nicht nur im Siegel, sondern auch im Wappen gezeigt worden ist. Mölln führt also seit 1955 mit ministerieller Zustimmung sein historisches Wahrzeichen. Die Stadt „Molne“ wird um 1200 erstmals erwähnt; das Gründungsdatum bleibt ungewiss. 1262 und 1272 werden Mölln die Stadtrechte bestätigt. Die Stadt wurde 1359 an Lübeck verpfändet, da die Hansestadt großes wirtschaftspolitisches Interesse an der Lage Möllns an der alten Salzstraße und an anderen wichtigen Handelswegen hatte. Die Herrschaft Lübecks führte zum Anschluss an das Wasserstraßennetz mit dem Bau des Stecknitz-Kanals. Die bis 1683 währende Zugehörigkeit zu Lübeck findet in den Farben Rot und Weiß ihren Ausdruck. Obwohl der Name „Mölln“ vermutlich von einem slawischen Wort in der Bedeutung „trübes Wasser“ herstammt, ist die Ähnlichkeit zum niederdeutschen Wort „Möhl“ stets entscheidend für die populäre Erklärung des Ortsnamens gewesen. Mölln führt also ein „redendes“ Wappen. Mühlrad und Mühleisen stehen außerdem für die Bedeutung der Stadt im Mittelalter als Standort mehrerer Wassermühlen.
Das Wappen wurde von dem Brunsbütteler Heraldiker Willy „Horsa“ Lippert gestaltet.

### Flagge

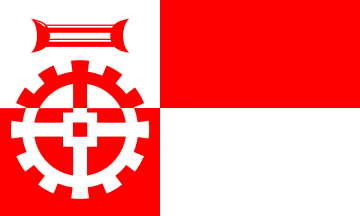
Flagge von Mölln

Die Flagge der Stadt Mölln ist gespalten; der Liek, d. h. der dem Flaggenstock zunächst liegende kleinere Teil, zeigt im vom Silber und Rot geteilten Feld ein Mühlrad in verwechselten Farben, überhöht von einem roten Mühleisen, das fliegende Ende wird geteilt von Rot und Silber.

## Freizeit

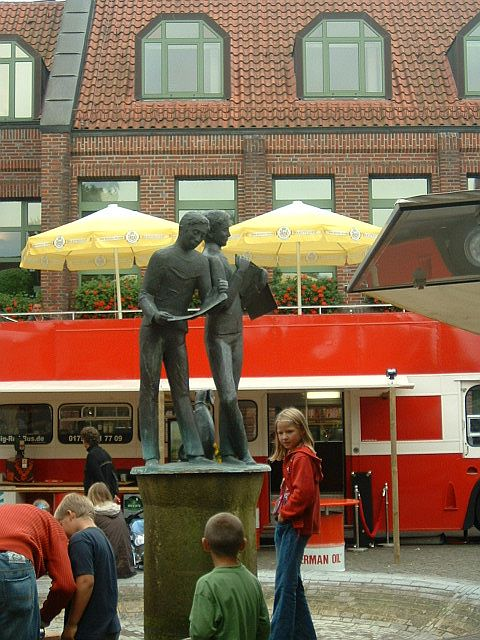
Brunnen auf dem Bauhof

In Mölln gibt es einen denkmalgeschützten Kurpark mit Minigolfplatz und Bocciabahn, eine Diskothek und den Wildpark mit dem Grundlosen Kolk. Neben dem Schwimmbad im Augustinum gibt es noch das Freibad Luisenbad. Seit Sommer 2016 ist ein neues Hallenbad, die „Möllner Welle“, mit Saunaanlage in Betrieb, das oberhalb des Kurparks und unweit des Stadthauses liegt. Auf den Seen um die Altstadt besteht die Möglichkeit zum Ruderboot- oder Tretboot-Fahren (Entleihmöglichkeit an der Seestraße); auf dem Ziegel- und Stadtsee dürfen Motorboote fahren. Radfahrer können entlang des Elbe-Lübeck-Kanals und im Naturpark Lauenburgische Seen fahren.
Daneben finden Schiffsfahrten mit Passagierschiffen ab Mölln und unregelmäßig mit Museumsschiffen auf dem Elbe-Lübeck-Kanal von und bis Lübeck und Lauenburg statt.
Es finden diverse regelmäßige Veranstaltungen statt, unter anderem das Altstadtfest, das Schützenfest, der Herbstmarkt und ein Weihnachtsmarkt. Im Wasserturm ist eine naturkundliche Ausstellung zu sehen.
Sportler sind organisiert in der Möllner Sportvereinigung von 1862 e. V., im Tennis-Klub Mölln v. 1897 e. V., im TTC Mölln e. V. und die Schützen in der Möllner Schützengilde von 1387 (mit über 600-jährigem Bestehen), wo auch Sportschießen und Sommerbiathlon praktiziert werden. Außerdem gibt es mehrere Fitnesscenter.
In unmittelbarer Nachbarschaft findet man das Segelfluggelände Grambeker Heide.
Auf dem Grambeker Heidering werden Auto-Cross- und Motocross-Rennen veranstaltet, bis 1987 war diese Rennstrecke ein Austragungsort der Motocross-Europameisterschaft und bis 2000 wurde dort die Auto-Cross-DM ausgetragen.
Das Naturparkzentrum Uhlenkolk ist ein kostenlos zugänglicher Naturpark mit zahlreichen heimischen Tierarten. Daneben ist es auch eine zertifizierte Bildungseinrichtung des Naturparks Lauenburgische Seen. Übernachtungen für Gruppen in speziellen Hütten sind möglich.

## Kultur und Sehenswürdigkeiten

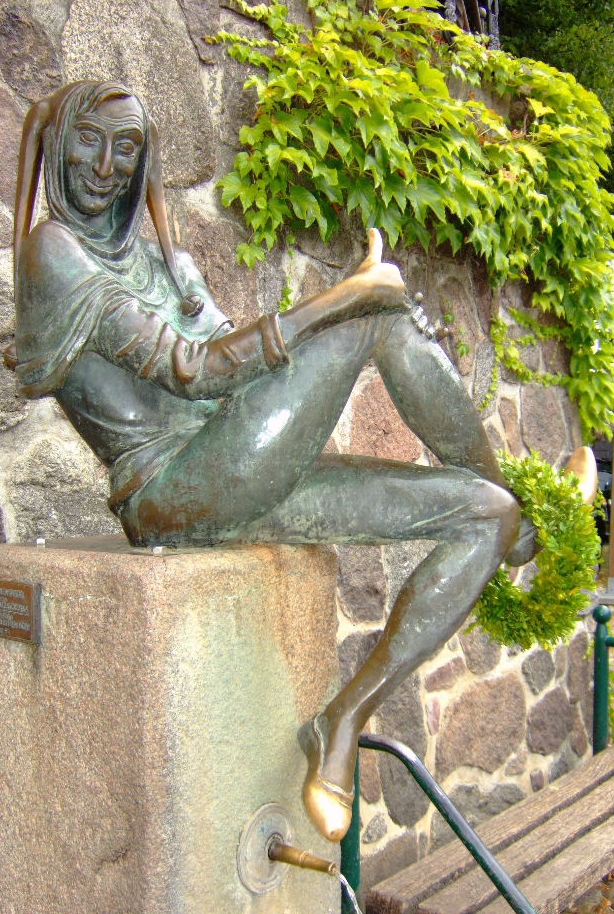
Eulenspiegelbrunnen mit blanken Fußspitzen und Daumen von zahllosen Berührungen

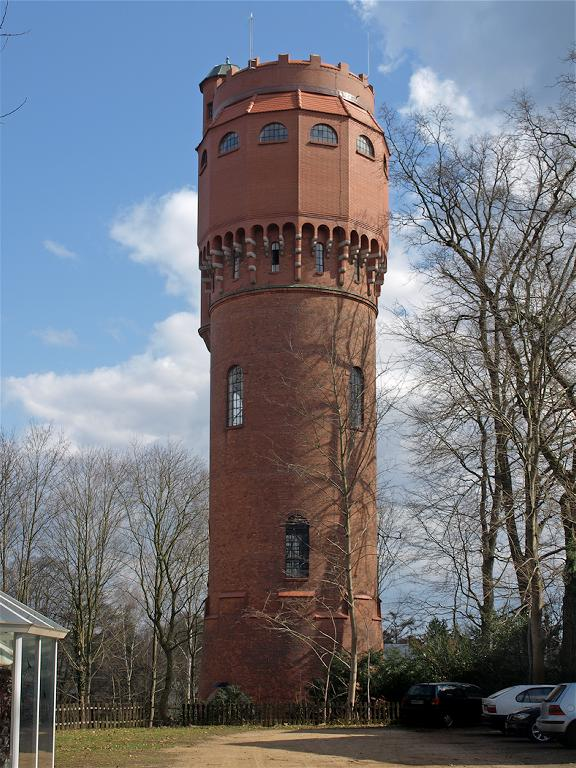
Wasserturm von 1911 auf dem Klüschenberg

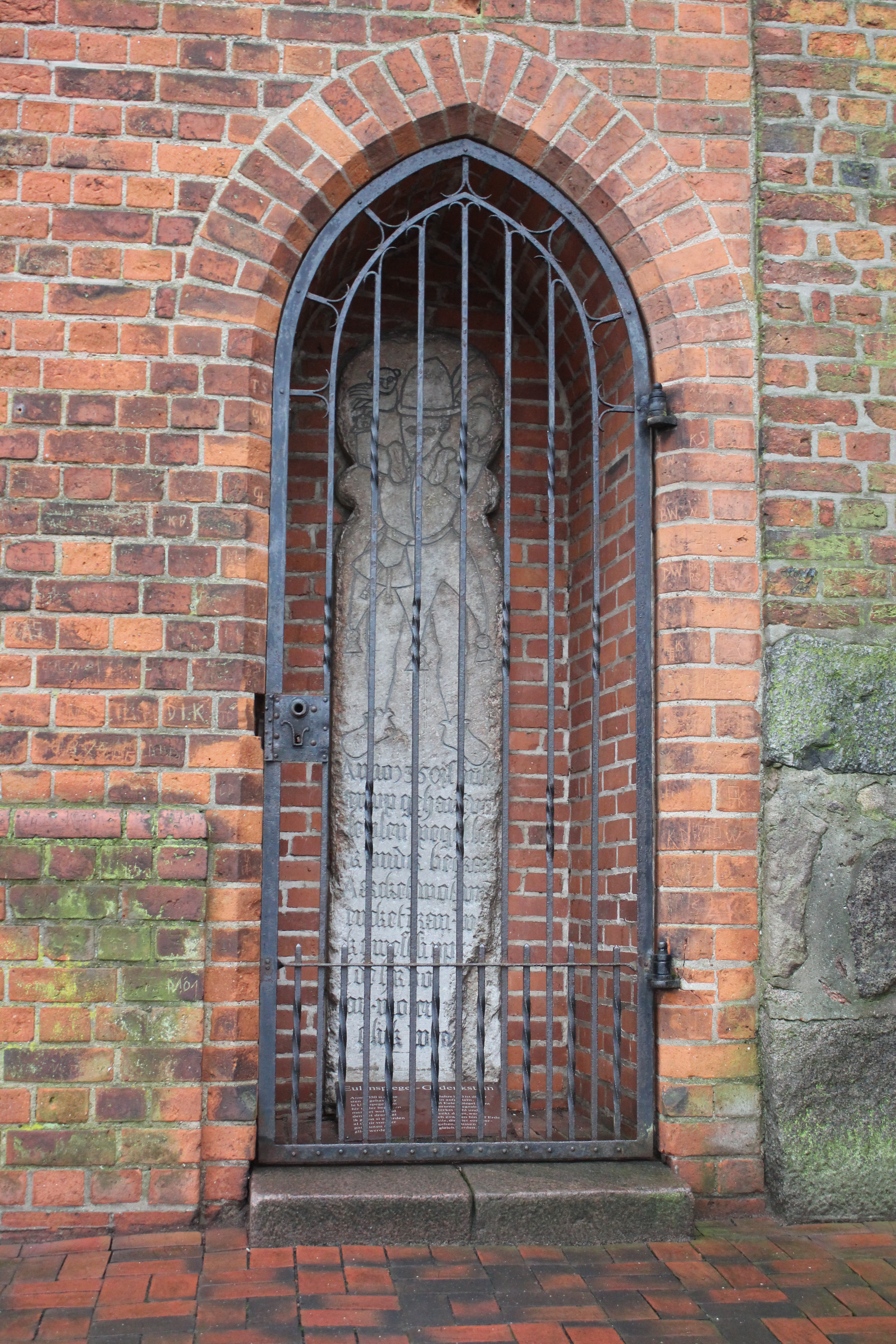
Eulenspiegel-Gedenkstein

Besondere Sehenswürdigkeiten sind die gut erhaltene Altstadt mit der sie überragenden romanischen, backsteingotisch erweiterten Kirche Sankt Nicolai mit dem am Westgiebel befindlichen Gedenkstein für Till Eulenspiegel, oft fälschlicherweise als sein Grabstein benannt, mit der Aufschrift, dass Till Eulenspiegel in Mölln im Jahr 1350 gestorben sein soll. Auf dem Marktplatz befinden sich auch das Eulenspiegel-Museum und das Heimatmuseum im Alten Rathaus. Das gotische Möllner Rathaus aus dem Jahr 1373 ist neben dem Lübecker Rathaus das einzige aus dieser Stilepoche in ganz Schleswig-Holstein. Der Stadthauptmannshof ist Sitz der Stiftung Herzogtum Lauenburg.
Seit 1950 gibt es den Eulenspiegelbrunnen des Bildhauers Karlheinz Goedtke, der heute als Wahrzeichen der Stadt Mölln gilt. Er ist ein wichtiger Touristenmagnet, weil es Glück bringen soll, den blank gewetzten Daumen und die Fußspitze der Figur gleichzeitig zu reiben.
In unmittelbarer Umgebung der Stadt befinden sich der Kurpark, Seen und Wälder. An der Stadtgrenze zu Grambek befinden sich an dem Europäischen Fernwanderweg E1/E6 zwei miteinander verwachsene Eichen, denen der Name „Adam und Eva“ gegeben wurde.
In der Liste der Kulturdenkmale in Mölln stehen die in der Denkmalliste des Landes Schleswig-Holstein eingetragenen Kulturdenkmale.

### Bauwerke
- Sankt Nicolai
- Möllner Rathaus
- Stadthauptmannshof
- Wasserturm
- Bahnhof Mölln
- ehemaliges Krankenhaus (jetzt Praxisklinik)
- Stadtwerke-Arena Mölln
- ehemalige Unteroffiziersvorschule, ehemalige Lungenklinik der LVA Schleswig-Holstein, ehemalige Bundeswehrverwaltungsschule III (größtes Gebäude Möllns)

### Museen
- Möllner Museum im alten Rathaus – Ausstellung zur Möllner Stadtgeschichte
- Eulenspiegel-Museum – Ausstellung zum Thema Till Eulenspiegel

### Konfessionsstatistik
Mit Stand April 2022 waren zirka 40 % (8239) der Einwohner evangelisch.

## Wirtschaft und Infrastruktur

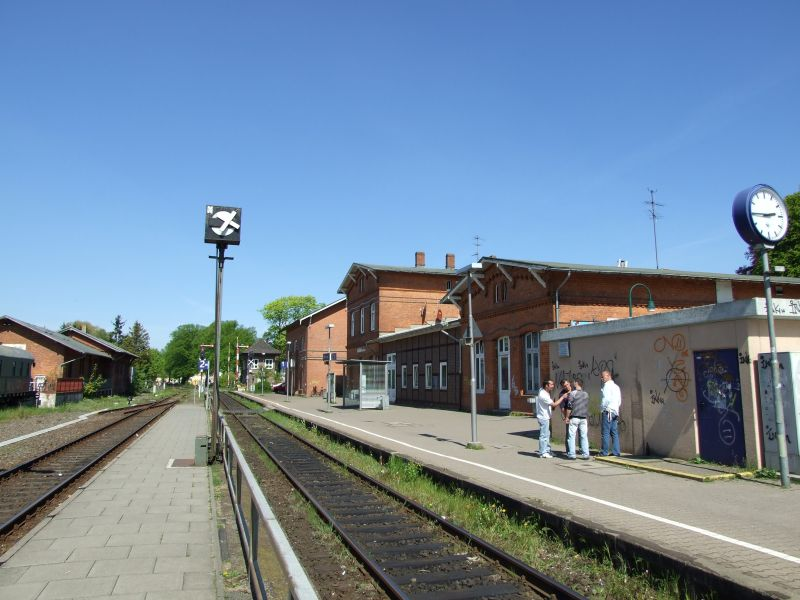
Bahnhof von Mölln

### Verkehr
Mölln ist von Hamburg aus mit dem Auto über die Anschlussstelle „Talkau“ an der Bundesautobahn 24 zu erreichen. Mit der Bundesstraße 207 und den dazugehörigen Ausfahrten Mölln-Süd und Mölln-Nord hat Mölln eine gut ausgebaute Ortsumgehung.
Weiterhin verfügt Mölln über einen Bahnhof an der Bahnstrecke Lübeck–Lüneburg (die von Lüneburg bis Ratzeburg in den Hamburger Verkehrsverbund HVV eingebunden ist). Bis 1959 existierte zudem eine Verbindung zur Kaiserbahn nach Hollenbek. Die Strecke ist mittlerweile abgebaut, der Haltepunkt „Schneiderschere“ kann jedoch noch besichtigt werden.
Mölln ist mit Buslinien an die Bahnhöfe in Schwarzenbek, Büchen und Hamburg-Bergedorf sowie an die U-Bahn-Station Wandsbek Markt in Hamburg angebunden.
Am südlichen Stadtrand befindet sich auf dem Gebiet der Gemeinde Grambek das 1960 angelegte Segelfluggelände Grambeker Heide. Er ist für Segelflugzeuge, Motorsegler, Ultraleichtflugzeuge, Ballone und stark begrenzt für Motorflugzeuge zugelassen. Betreiber ist der Luftsportverein Grambeker Heide e. V. Der Berliner Luftsportclub "Lilienthal" (BLCL) nutzt den Flugplatz ebenfalls seit Jahrzehnten.

### Ansässige Unternehmen (Auswahl)
- Sommerfeld und Thiele
- Coca-Cola Erfrischungsgetränke AG (Abfüllbetrieb)
- Eggers Strandkorbfabrik
- Heidenreich & Harbeck
- Bäckerei Heinrich von Allwörden GmbH
- Euronics XXL Mölln
- MPM Deutschland GmbH

### Medien
In Mölln erscheinen das Anzeigenblatt „Markt“. Außerdem befindet sich hier eine Lokalredaktion der „Lübecker Nachrichten“.

### Schulen
Mölln hat acht Schulen, fünf davon auf dem sog. „Schulberg“ in Mölln-Mitte. Hier befinden sich die Gemeinschaftsschule Mölln (vormals A.-Paul-Weber-Realschule und Hauptschule Schäferkamp) mit derzeit etwa 1050 Schülern und das 1998 gegründete und nach Marion Dönhoff benannte einzige Gymnasium Möllns, an dem 2010 knapp 1000 Schüler von etwa 70 Lehrern unterrichtet wurden. Diese Schule erwarb mit den für Kunst am Bau vorgesehenen Finanzmitteln eine eigene Kunstsammlung, die 2006 im Stadthaus Mölln ausgestellt wurde.
Weiter befinden sich auf dem Schulberg das Förderzentrum „Astrid-Lindgren-Schule“ (Schwerpunkt Lernen) und die „Till-Eulenspiegel-Schule“, eine Grundschule mit 380 Schülern.
In unmittelbarer Nähe zum Schulberg befindet sich das Berufsbildungszentrum Mölln (BBZ). Dieses wurde 2020 umfangreich erweitert.
Die Grundschule Tanneck und das Förderzentrum „Schule Steinfeld“ (Schwerpunkt Geistige Entwicklung) befinden sich in Mölln-Waldstadt.
Eines der größten Gebäude Möllns war die Bundeswehrverwaltungsschule III. Aufgrund des Stationierungskonzepts vom 1. November 2004 wurde die Schule zum 31. Dezember 2007 geschlossen.

### Regelmäßige Veranstaltungen
- 30. April: Maibaumaufstellen der Eulenspiegelgilde zu Mölln e. V. auf dem Marktplatz mit Narrentaufe
- Juni: Schützenfest der Möllner Schützengilde v. 1387 e. V. mit Festumzügen durch die gesamte Möllner Altstadt
- Juni: Feldhandball-Jugendturnier der Möllner Sportvereinigung von 1862 e. V. auf dem Waldsportplatz
- Juli: Heimattreffen Massow und Umgegend, seit 1948 findet das Heimattreffen in der Patenstadt Mölln alljährlich statt
- August: am vorletzten Wochenende Altstadtfest mit Flohmarkt in der gesamten Altstadt und City-Lauf der Möllner Sportvereinigung von 1862 e. V.
- Oktober: am zweiten Wochenende Laternenumzug der Freiwilligen Feuerwehr
- November: am ersten Wochenende Herbstmarkt in der gesamten Innenstadt und bis 2022 mit Höhenfeuerwerk.
- Dezember: Weihnachtsmarkt an allen vier Adventswochenenden[22]

Im zweijährlichen Rhythmus findet ein Folk-Festival statt. Im zweijährlichen Rhythmus findet das Stadt-Spiel „Tillhausen“ statt, bei dem Kinder ihre eigene Welt gestalten. Ebenfalls im zweijährlichen Rhythmus findet eine Große Wirtschaftsschau im Kurpark statt. Im dreijährlichen Rhythmus werden im August die Eulenspiegel-Festspiele auf dem Marktplatz veranstaltet.

## Persönlichkeiten

### In Mölln geboren
- Justus Tribbechov (1608–1674), Pädagoge und neulateinischer Dichter
- Johann Peter Stein (1647–1710), lutherischer Geistlicher
- Johann Schaevius (1680–1743), Jurist und Syndicus der Hansestadt Lübeck
- Johann Gottfried Müthel (1728–1788), Organist, Komponist und letzter Schüler von Johann Sebastian Bach
- Johann Friedrich Burmester (1795–1855), Konsistorialassistent und Lauenburgischer Geschichtsschreiber
- Wilhelm Dahm (1812–1880), Jurist, Bürgermeister und Parlamentarier
- Adolph Schliemann (1817–1872), Theologe, Jurist und Schachspieler
- Jean-Louis Wensel (1825–1899), Fotograf, Porträt- und Landschaftsmaler
- Hugo Gressmann (1877–1927), Alttestamentler
- Karl Gatermann der Ältere (1883–1959), Maler, Zeichner und Graphiker
- Walther K. J. E. Frahm (1884–1970), Kunstmaler und Graphiker
- Walter Bubert (1886–1950), Gewerkschafter und Politiker (SPD)
- Friedrich Holtz (1889–1967), Arzt, Biochemiker und Pharmakologe
- Frithjof Bestmann (1898–1990), lutherischer Geistlicher, Stiftspropst und Heimatforscher
- Ferdinand Claussen (1899–1971), Rassenhygieniker
- Erich Woehlkens (1909–1987), Leiter des Stadtarchivs in Uelzen
- Peter Michelsen (1923–2008), Germanist
- Helga Kleiner (* 1935), Politikerin
- Willi Padge (1943–2023), Olympiasieger 1960 im Rudern mit dem Deutschland-Achter
- Klaus-Burkhard Günther (1944–2024), Sonderpädagoge und Hochschullehrer
- Wolfgang Sprekels (1944–2023), Vizepräsident der Bundeszahnärztekammer und Präsident der Zahnärztekammer Hamburg
- Fritz Müller-Scherz (1945–2015), Schriftsteller und Drehbuchautor
- Hartmut Günther (* 1946), Linguist
- Ingeborg Spoerhase-Eisel (* 1947), Politikerin
- Gert M. Weber (* 1947), Architekt, Designer, Künstler und Schriftsteller
- Karin Neipp (* 1947), Politikerin (CDU), Abgeordnete des Hessischen Landtags
- Thomas Ahrens (* 1948), Ruderer
- Rainer Polley (* 1949), Archivar und Jurist
- Hans-Joachim Zillmer (* 1950), Unternehmer und Autor
- Bernd Reissert (* 1950), Ökonom
- Burkhard Fritsche (* 1952), Künstlername BURKH, Karikaturist
- Klaus Schlie (* 1954), Politiker
- Klaus Schlottau (1954–2025), Historiker
- Jutta Biallas (* 1957), Politikerin
- Axel Meyer (* 1960), Evolutionsbiologe an der Universität Konstanz
- Claudio Maniscalco (* 1962), Sänger, Sprecher und Schauspieler
- Michael Oberneyer (* 1962), Brigadegeneral
- Alfred Kaminski (* 1964), Fußballtrainer
- Holger Ballwanz (* 1967), ehem. Fußballprofi, Fanbeauftragter und Co-Trainer der U19 des VfL Wolfsburg
- Oliver Brandt (* 1967), Politiker (Bündnis 90/Die Grünen), Abgeordneter im Landtag von Schleswig-Holstein
- Hartmut Sieck (* 1969), Unternehmensberater
- Konstantin von Notz (* 1971), Jurist, Bundestagsabgeordneter
- Falko Herold (* 1972), Bühnenbildner
- Börries von Notz (* 1973), Kulturmanager
- Stefan Borrmann (* 1974), Professor für Sozialarbeitsforschung
- Caroline Sommerfeld-Lethen (* 1975), Autorin
- Franziska Volkmann (* 1994), Badmintonspielerin

### Mit Mölln verbunden
- Hieronymus von Dorne (Stadthauptmann) (1603–1671), deutscher Jurist, Orientreisender und von 1653 bis zu seinem Tod 1671 Stadthauptmann von Mölln
- Johann Adolph Höltich (1641–1704), deutscher Jurist, Doktor beider Rechte und ab 1670 Stadtschreiber von Mölln
- Johann Christoph Schmügel (1727–1798), Komponist und Organist, lebte und arbeitete in Mölln
- Samuel Hahnemann (1755–1843), deutscher Arzt und Begründer der Homöopathie, zog um 1800 von Altona nach Mölln
- Walther Eugenius Dührssen (1837–1914), deutscher Amtsgerichtsrat und Heimatforscher
- Ernst Anders (1845–1911), Porträt- und Genremaler, starb in Mölln
- Hugo Johannes Bestmann (1854–1925), ab 1886 Pastor an St. Nicolai
- George Bernard Shaw (1856–1950), irischer Dramatiker, Politiker, Satiriker und Musikkritiker, „Ehrenbürger“ der Stadt Mölln
- Meinhard Jacoby (1873–1956), Maler und Bildhauer
- Heinrich Rauschelbach (1888–1978), Astronom und Feinmechaniker
- Richard-Eugen Dörr (1896–1975), Ingenieur, Chemiker und Industrieller, lebte und starb in Mölln
- Hilde Fürstenberg (1902–2005), Schriftstellerin, Verlegerin und Präsidentin der Knut-Hamsun-Gesellschaft
- Hermann Franck (Politiker) (1908–1992), Politiker, 1950–1962 Bürgermeister von Mölln
- Karlheinz Goedtke (1915–1995), Bildhauer und Plastiker
- Uwe Barschel (1944–1987), Politiker, wohnte in Mölln und ist hier begraben
- Wolfgang Stolz (1953–2022), ehemaliger Handballspieler, lebte in Mölln
- Winfried Eisenblätter (* 1934 in Emden), Baptistenpastor i. R. und em. Dozent für Altes Testament am Theologischen Seminar des Bundes Evangelisch-Freikirchlicher Gemeinden
- Maren Winter, geb. Lorenz (* 1961), Schriftstellerin und Puppenspielerin, aufgewachsen in Mölln
- Arne Lorenz (* 1962), Autor und Regisseur, aufgewachsen in Mölln

## Filme
In Mölln wurden unter anderem diese Filme gedreht:
- Question 7 – 1960
- Schloss Rheinsberg – 1967